# Петелино (Одинцовский район)
Петелино — деревня в Одинцовском районе Московской области, в составе сельского поселения Часцовское. Население 22 человека на 2006 год, в деревне числятся 38 садовых товариществ. До 2006 года Петелино входило в состав Часцовского сельского округа.

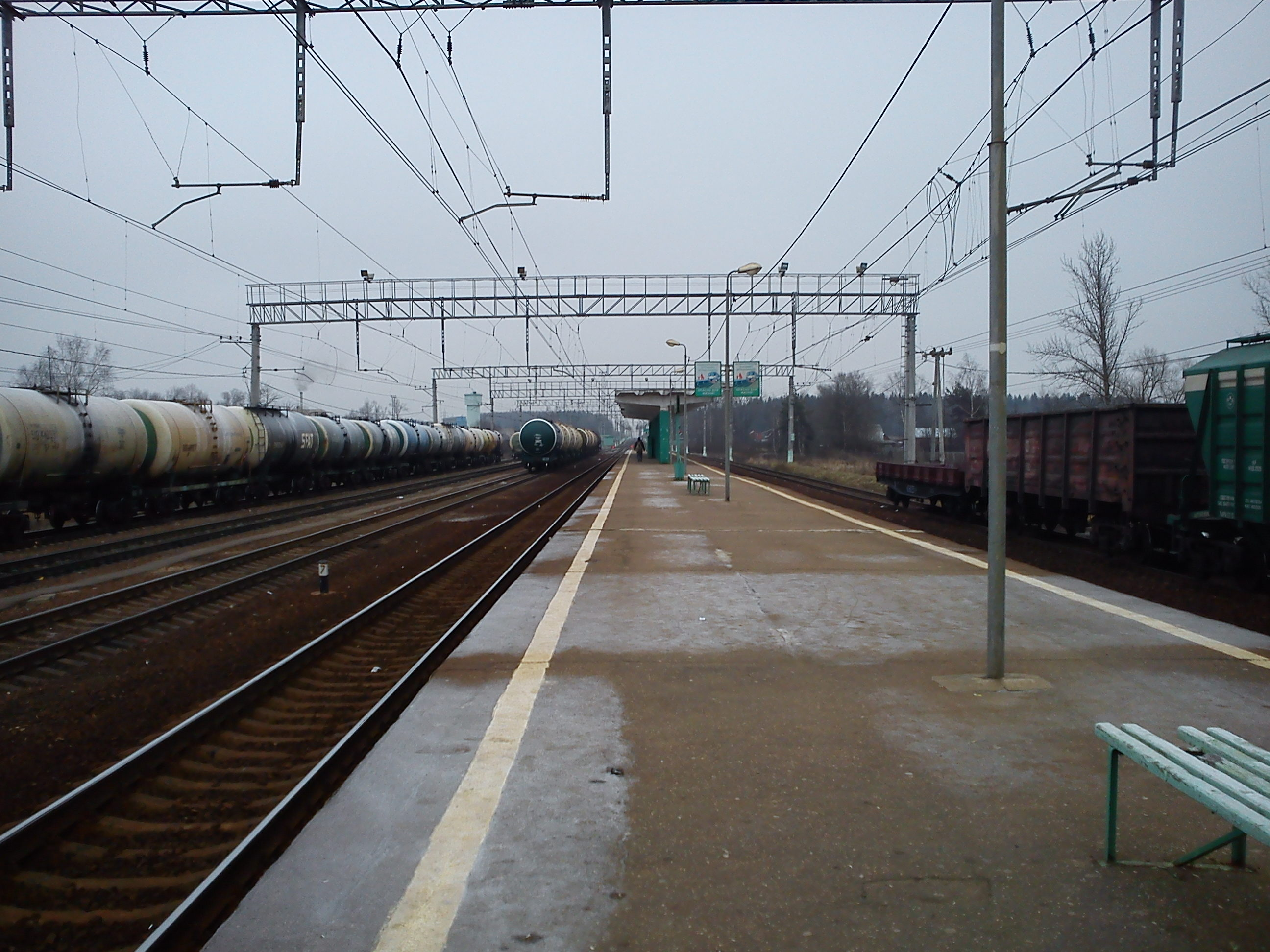
Железнодорожная станция в деревне Петелино

Деревня расположена на юго-западе района, на водоразделе, у истоков всех местных рек, в 700 м севернее автотрассы М1 Беларусь, в 7 километрах на запад от Голицыно, высота центра над уровнем моря 192 м.
В Экономических примечаниях 1800 года упоминается как сельцо Преображенское, Петелино тож, с 11 дворами, 47 мужчинами и 28 женщинами, владение Фавста Макеровского. На 1852 год в казённая деревне Преображенское, Петелино тож числилось 7 дворов, 21 душа мужского пола и 19 — женского, в 1890 году — 107 человек. По Всесоюзной переписи 17 декабря 1926 года числилось 21 хозяйство и 290 жителей, по переписи 1989 года — 50 хозяйств и 41 житель.